# Neogobius
Neogobius là một chi của Họ Cá bống trắng

## Các loài
Chi này hiện hành có các loài sau đây được ghi nhận:
- Neogobius caspius (Eichwald, 1831) (Caspian goby)
- Neogobius fluviatilis (Pallas, 1814) (Monkey goby)
- Neogobius melanostomus (Pallas, 1814) hay còn gọi là cá bống tròn, là một loài cá bống sống ở tầng đáy, có nguồn gốc từ trung tâm lục địa Á-Âu bao gồm cả Biển Đen và biển Caspi.
- Neogobius pallasi (L. S. Berg, 1916)